# Onychogomphus uncatus
Il gonfo pinzato (Onychogomphus uncatus Charpentier, 1840) è un insetto della famiglia Gomphidae appartenente al genere Onychogomphus. È diffuso nella penisola iberica, in Francia, Germania, Belgio, Svizzera e Italia e si può trovare, più raramente, anche in Algeria e Tunisia.